# Ruben Yttergård Jenssen
Ruben Yttergård Jenssen, född 4 maj 1988 i Tromsø, är en norsk fotbollsspelare som spelar för Tromsø. Han har även representerat Norges landslag.

## Karriär
I januari 2020 återvände Yttergård Jenssen till Tromsø, där han skrev på ett fyraårskontrakt.